# Stein Bråthen
Stein Bråthen (nascido em 26 de agosto de 1954) é um ex-ciclista de estrada norueguês. Competiu representando a Noruega nos Jogos Olímpicos de Verão de 1976 em Montreal, onde terminou em oitavo no contrarrelógio por equipes, juntamente com Geir Digerud, Arne Klavenes e Magne Orre. Bråthen não terminou a sua corrida de estrada (individual).